# 虎牙将軍
虎牙将軍（こがしょうぐん）は、古代の中国にあった将軍号の一つである。いわゆる雑号将軍で、常設の官ではない。

## 虎牙将軍の人物
- 田順 - 前漢。本始2年（前72年）任。本始3年（前71年）自殺[1]。
- 王邑 - 前漢。居摂2年（7年）任[2]。初始元年（8年）の王朝交代まで[3]。
- 藺苞 - 新。始建国3年（11年）任[4]。
- 宗成 - 新の末期（23年頃）に自称[5]。
- 劉順 - 新の末期。更始元年（23年）、更始帝により任。更始2年（24年）の更始帝の死まで[6]。
- 蓋延 - 後漢。「虎牙大将軍」ともいう。建武元年（25年）任。建武11年（35年）見。建武15年（39年）死。
- 鮮于輔 - 三国時代の魏。文帝（在位220年 - 226年）初年に任[7]。
- 賀質 - 三国時代の呉[8]。